# 미스 아메리카나
《미스 아메리카나》(영어: Miss Americana)는 2020년 넷플릭스에서 방영한 미국의 다큐멘터리 영화이다.

## 출연
- 테일러 스위프트